# Rotholma
Rotholma este o arie protejată (arie specială de conservare — SAC, sit de importanță comunitară — SCI) din Suedia întinsă pe o suprafață de 6,5 ha, integral pe uscat.

## Localizare
Centrul sitului Rotholma este situat la coordonatele 60°06′49″N 18°42′23″E / 60.1135°N 18.7065°E.

## Înființare
Situl Rotholma a fost declarat sit de importanță comunitară în iunie 2001 pentru a proteja 1 specie de plante. Situl a fost protejat și ca arie specială de conservare în martie 2011.

## Biodiversitate
Situată în ecoregiunile boreală și marină baltică, aria protejată conține 3 habitate naturale: Pășuni de coastă din Baltica boreală, Pajiști cu Molinia pe soluri calcaroase, turboase sau argilos-nămoloase (Molinion caeruleae), Pajiști uscate seminaturale și facies de acoperire cu tufișuri pe substraturi calcaroase (Festuco-Brometalia) (* situri importante pentru orhidee).
La baza desemnării sitului se află o specie protejată de  plante: Saxifraga osloensis.